# Policía de Entre Ríos

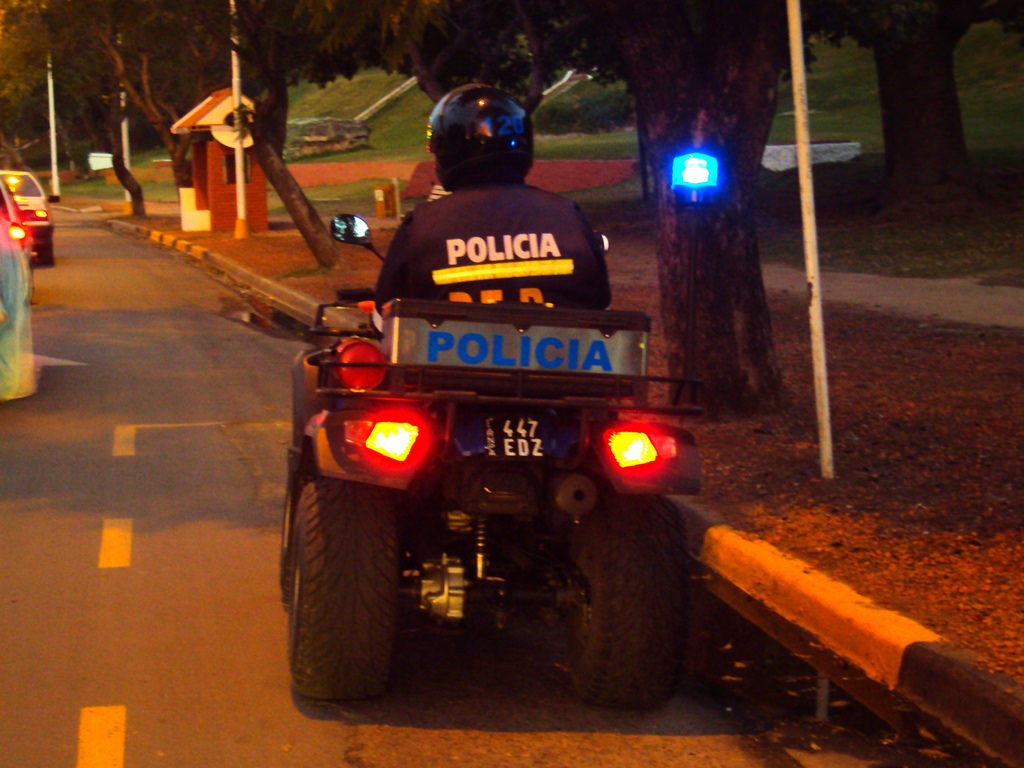
Un agente de la Policía de Entre Ríos (PER) patrullando la costanera de la ciudad de Paraná

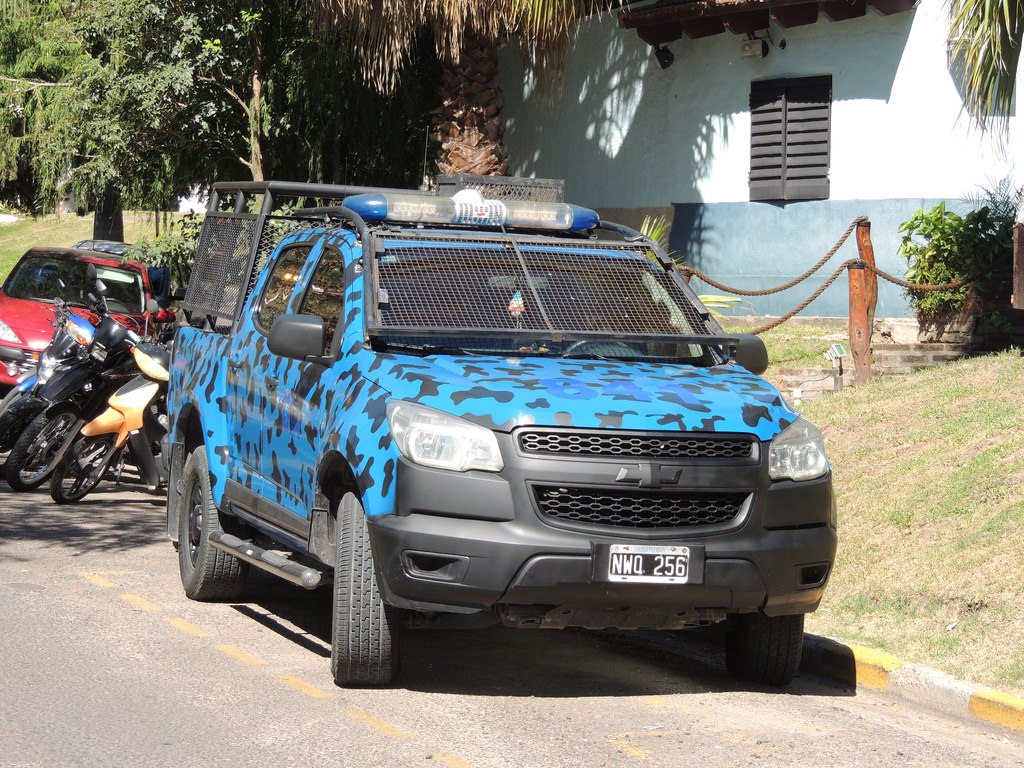
Una camioneta de la Policía de Entre Ríos (PER) en la ciudad de Paraná

La Policía de Entre Ríos es una institución civil armada que depende del Ministerio de Gobierno, Justicia y Educación de la Provincia de Entre Ríos.

## Historia
La Policía de Entre Ríos tiene sus primeros pasos en el año 1.820, cuando debido a crecimiento de los poblados fue necesario comenzar a establecer el orden; es así que Pancho Ramirez  elige un grupo de sus mejores hombres y los envía a establecer el orden en todo el territorio. Al crearse la República de Entre Ríos (que comprendía los
territorios de Entre Ríos, Corrientes y Misiones) bajo el mando del General Francisco Ramírez, con el título de Supremo Entrerriano, los comandantes militares efectuaban el reclutamiento del personal instruyéndolos y capacitándolos para el desempeño como combatientes, tarea que estaba a cargo de los Oficiales que actuaban como instructores, ajustándose a lo normado en las ordenanzas españolas;
del personal instruido se procedía a seleccionar a quienes habrían de servir para cumplir funciones de naturaleza estrictamente policial. Comienza así, a vislumbrarse funciones que no estaban dirigidas para hacer la guerra, sino que se buscaba con ellas la paz; para que el ciudadano honesto pudiera trabajar y vivir en armonía y tranquilidad.
En cambio se debía actuar con severidad, contra los delincuentes que en aquellas épocas asolaban estas regiones.
Por eso la Policía de Entre Ríos podría decirse que nace con la creación de la República de Entre Ríos por el Bando de fecha 29 de septiembre de 1820 y que designa Comandante Militar de Entre Ríos al Coronel Ricardo López Jordán quien asume el poder policial, con asiento en Nuestra Señora de la Inmaculada Concepción del Uruguay. El
poder policial comprendía autoridad, régimen y procedimientos policiales, y se encontraba regido por el reglamento sancionado por el General Francisco Ramírez; dicho Bando lleva la firma del Supremo Entrerriano y Comandante General de la República de Entre Ríos D. FRANCISCO RAMÍREZ. Luego el 21 de septiembre de 1821, ya muerto Ramírez, ocurre el levantamiento del Sargento Mayor Lucio V. Mansilla, subalterno del Supremo, quien asume el gobierno continuando el mismo régimen policial, como en los gobiernos sucesivos.
En el gobierno del General Pascual Echagüe, cuyo mandato lo ejerce desde el año 1.832 a 1.841 y, mediante Decreto de fecha 3 de marzo de 1834, el Congreso dicta la Ley creando los cargos de Juez de Policía
de la Capital y de la ciudad del Uruguay, cuyas misiones serían entre otras “el arreglo de las calles, limpieza y aseo de la ciudad y algunas otras atenciones” que serán detalladas en un reglamento a dictarse luego por el Poder Ejecutivo con aprobación de la Sala Legislativa. Se podría decir, que desde entonces, tuvo carácter de
tal. El decreto es aprobado el 6 de marzo del año 1.834, es allí donde  nace oficialmente la Policía de Entre Ríos, siendo el primer Jefe
Policial el Sargento Mayor de Infantería de línea Dn. Pedro Maruri en Paraná y en la regional Concordia fue el Sargento de primera línea Dn. Crisostomo Gómez. El General Justo José de Urquiza, en su período de
gobierno 1.841 – 1.854, presta preferente atención a la organización policial a la que impone una disciplina estricta y rígida. En 1.855 por Decreto del 29 de Diciembre se dispone que los partidos Policiales de los Departamentos dependan de la Intendencia General de Policía de la capital. En 1.860 el General Urquiza dispone la organización de la Policía en todo el territorio de la Provincia; y ese mismo año la Honorable Legislatura Provincial por Ley crea la denominada entonces “GUARDIA de SEGURIDAD”. En 1.861 Urquiza dicta un Decreto de Penalidades.
Desde allí la Policía ha tenido distintos cambios estructurales, creándose los institutos de formación profesional y las distintas áreas que conforman hoy esta Institución. Desde su creación la Policía ha tenido la función de velar por la seguridad de los ciudadanos. En forma permanente su personal, hombres y mujeres se capacitan en las distintas áreas para brindar los mejor en pos del servicio.

## Formación
Tiene tres centros de capacitación:

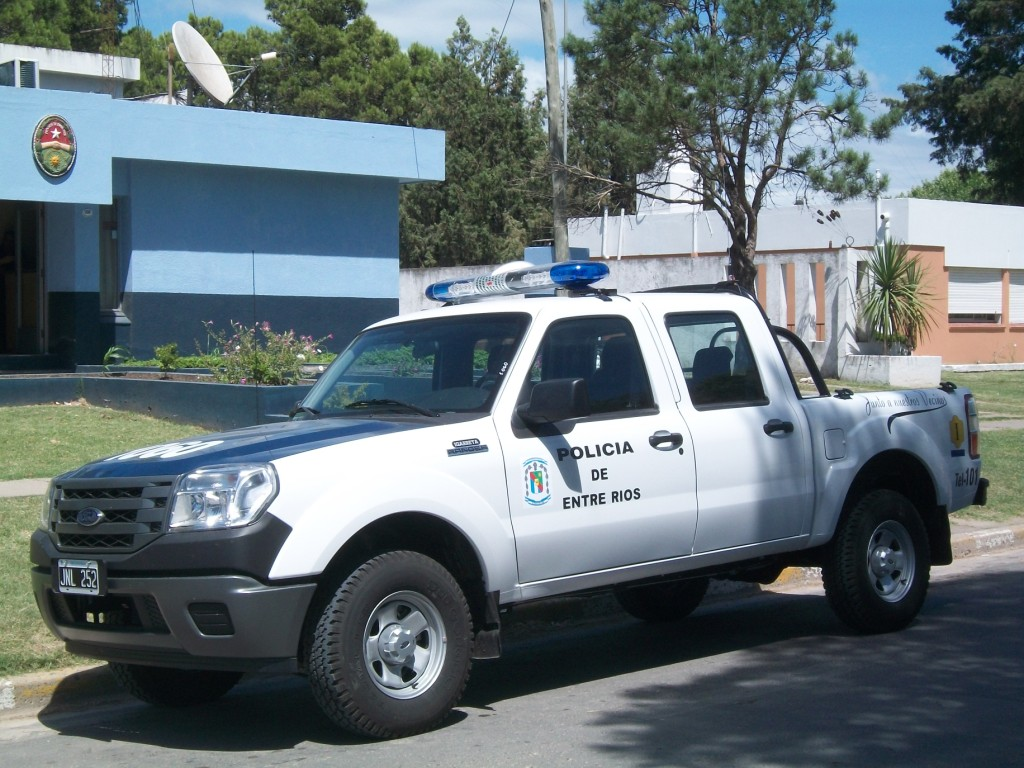
Patrullero de la policía entrerriana

- Escuela Superior de Oficiales “Dr. Salvador Maciá”, en Paraná
- Escuela de Suboficiales de Policía “General Francisco Ramírez”, en Rosario del Tala
- Escuela de Agentes "Comisario General Pedro Fernando Ramón Campbell" (Villaguay)